# Chorebus credulus
Chorebus credulus är en stekelart som beskrevs av Vladimir Ivanovich Tobias 1998. Chorebus credulus ingår i släktet Chorebus och familjen bracksteklar. Inga underarter finns listade i Catalogue of Life.